# جان بول غونزاليس
جان بول غونزاليس (بالفرنسية: Jean-Paul Gonzalez)‏ هو عالم فيروسات فرنسي، ولد في 28 أغسطس 1947.